# Canton de Sommières
Le canton de Sommières est une ancienne division administrative du département du Gard, dans l’arrondissement de Nîmes.

## Composition
Il était composé des dix-huit communes suivantes :
| Nom                   | Code Insee | Intercommunalité         | Superficie (km2) | Population (dernière pop. légale) | Densité (hab./km2) |
| --------------------- | ---------- | ------------------------ | ---------------- | --------------------------------- | ------------------ |
| Sommières (chef-lieu) | 30321      | CC du Pays de Sommières  | 10,36            | 4 644 (2014)                      | 448                |
| Aigues-Vives          | 30004      | CC Rhôny Vistre Vidourle | 12,00            | 3 175 (2014)                      | 265                |
| Aspères               | 30018      | CC du Pays de Sommières  | 10,06            | 523 (2014)                        | 52                 |
| Aubais                | 30019      | CC Rhôny Vistre Vidourle | 11,79            | 2 589 (2014)                      | 220                |
| Aujargues             | 30023      | CC du Pays de Sommières  | 6,85             | 875 (2014)                        | 128                |
| Boissières            | 30043      | CC Rhôny Vistre Vidourle | 3,33             | 535 (2014)                        | 161                |
| Calvisson             | 30062      | CC du Pays de Sommières  | 28,97            | 5 320 (2014)                      | 184                |
| Congénies             | 30091      | CC du Pays de Sommières  | 8,64             | 1 616 (2014)                      | 187                |
| Fontanès              | 30114      | CC du Pays de Sommières  | 14,44            | 671 (2014)                        | 46                 |
| Junas                 | 30136      | CC du Pays de Sommières  | 7,75             | 1 068 (2014)                      | 138                |
| Langlade              | 30138      | CA Nîmes Métropole       | 9,00             | 2 145 (2014)                      | 238                |
| Lecques               | 30144      | CC du Pays de Sommières  | 5,20             | 471 (2014)                        | 91                 |
| Nages-et-Solorgues    | 30186      | CC Rhôny Vistre Vidourle | 6,18             | 1 561 (2014)                      | 253                |
| Saint-Dionisy         | 30249      | CA Nîmes Métropole       | 3,42             | 978 (2013)                        | 286                |
| Saint-Clément         | 30244      | CC du Pays de Sommières  | 5,04             | 359 (2014)                        | 71                 |
| Salinelles            | 30306      | CC du Pays de Sommières  | 8,84             | 577 (2014)                        | 65                 |
| Souvignargues         | 30324      | CC du Pays de Sommières  | 11,09            | 843 (2014)                        | 76                 |
| Villevieille          | 30352      | CC du Pays de Sommières  | 8,28             | 1 676 (2014)                      | 202                |

## Administration

### Conseillers d'arrondissement (de 1833 à 1940)
| Période                                  | Période | Identité                       | Étiquette   | Qualité |
| ---------------------------------------- | ------- | ------------------------------ | ----------- | --- |
| 1833                                     | 1836    | Auguste Nourrit                |             | Propriétaire à Congénies, élu en 1836 dans le canton de Saint-Gilles                                        |
| 1836                                     | 1848    | Achille Aubanel                |             | Négociant à Sommières                                                                                       |
| 1848                                     | 1852    | Louis Pagès                    |             | Propriétaire foncier et négociant à Calvisson                                                               |
| 1852                                     | 1871    | Jules Roux (1815-1876)         |             | Négociant, banquier, adjoint au maire de Sommières                                                          |
| 1871                                     | 1880    | Antoine Fabre                  | Républicain | Propriétaire à Calvisson                                                                                    |
| 1880                                     | 1886    | François Bresson               | républicain | Président du comité républicain de Sommières                                                                |
| 1886                                     | 1898    | Émile Lhoustau                 | républicain | Maire de Calvisson                                                                                          |
| 1898                                     | 1919    | Théophile Boissier (1855-1932) | Radical     | Menuisier, Président de la Société de secours mutuel de Langlade                                            |
| 1919                                     | 1937    | Raoul Gaussen                  | Radical     | Commissionnaire en vins, maire de Sommières                                                                 |
| 1937                                     | 1940    | Paul Pattus                    | Radical     | Courtier en vins, maire d'Aigues-Vives                                                                      |
| 1940                                     |         |                                |             | Les conseils d'arrondissement ont été suspendus par la loi du 12 octobre 1940 et n'ont jamais été réactivés |
| Les données manquantes sont à compléter. |         |                                |             | |

### Juges de paix
| Période | Période | Identité           | Fonction précédente                                 | Observation |
| ------- | ------- | ------------------ | --------------------------------------------------- | ----------- |
| 1824    | 1830    | Paul Croye         | Suppléant du juge de paix du canton                 | -           |
| 1830    | 1840    | Étienne Aubanel    |                                                     | -           |
| 1840    | 1859    | Chambon-Larouvière | Juge de paix du canton de Saint-Mamert-du-Gard      | -           |
| 1859    | 1868    | Dadre-Caucanas     | Juge de paix du canton du Vigan                     | -           |
| 1868    | 1876    | Léonce Allut       | Juge de paix du canton d'Aigues-Mortes              | -           |
| 1876    | 1880    | Louis Gras         | Juge de paix du canton de Saint-Jean-du-Gard        | -           |
| 1880    | 1906    | Camille Bonnaure   | Juge de paix du canton de L'Isle-sur-la-Sorgue      | -           |
| 1906    | 1908    | Jean Fumet         | Juge de paix du canton de Beaumes-de-Venise         | -           |
| 1908    | 1913    | Jacques Audibert   | Juge de paix du canton de Saint-Étienne-de-Lugdarès | -           |
| 1913    | 1914    | Arthur Plault      | Clerc d'avoué                                       | -           |
| 1914    | 1922    | Jean Birabent      | Juge de paix du canton des Essarts                  | -           |
| 1922    | 1943    | Albin Verrun       | Juge de paix du canton d'Anduze                     | -           |
| 1943    | 1958    | Robert Bentkowski  | Juge de paix du canton de Quissac                   | -           |

### Conseillers généraux
| Période | Période          | Identité                           | Étiquette                                                     | Qualité |
| ------- | ---------------- | ---------------------------------- | ------------------------------------------------------------- | --- |
| 1833    | 1848             | Guillaume Viger                    |                                                               | Avocat général à la Cour de cassation puis Premier Président de la Cour royale de Montpellier Député (1834-1837, 1842-1848) |
| 1848    | 1870             | Emile Causse                       |                                                               | Avocat, Vice-Président du Tribunal civil de Nîmes |
| 1870    | 1871             | Jules Boissier                     | Républicain                                                   | Propriétaire à Nîmes, élu en 1883 dans le canton des Saintes-Maries-de-la-Mer |
| 1871    | 1877             | Sully Boisson                      | Républicain                                                   | Négociant |
| 1877    | 1881 (démission) | Edmond Boisson (fils du précédent) | Républicain                                                   | Négociant, maire de Sommières (1881-1882, 1893-1896) |
| 1881    | 1893 (démission) | Frédéric Gaussorgues               | Républicain                                                   | Ingénieur civil Maire de Sommières (1878-1881 et 1888-1892) Député (1889-1898) Vice-Président du Conseil Général (1892-1893) |
| 1893    | 1898 (décès)     | Alphonse Olivier                   | Rad.                                                          | Négociant Maire de Sommières (1882-1888) |
| 1898    | 1925             | Ulysse Vermeil                     | Socialiste puis Rad.                                          | Négociant en vins à Congénies |
| 1925    | 1937             | Arthur Mabelly                     | Rad.                                                          | Procureur de la République à Orange |
| 1937    | 1940             | Raoul Gaussen (1886-1953)          | Rad.                                                          | Maire de Sommières (1930-1944), conseiller d'arrondissement |
|         |                  |                                    |                                                               | |
| 1942    | 1945             | Marcel Margarot (1887-1960)        |                                                               | Propriétaire agriculteur Maire de Boissières Nommé conseiller départemental en 1942 |
|         |                  |                                    |                                                               | |
| 1945    | 1991 (décès)     | Charles Bouët (1914-1991)          | SFIO puis PSU puis CIR puis PS puis DVG (1985) puis PS (1988) | Propriétaire viticulteur exploitant Maire de Congénies (1945-1983) |
| 1991    | 1995 (décès)     | Maurice Boisson                    | DVG                                                           | Colonel Maire d’Aubais (1983-1995) |
| 1995    | 2015             | Christian Valette                  | PS                                                            | Fonctionnaire retraité Maire de Congénies (1983-2008) Conseiller municipal de Congénies depuis 2008 Président de la communauté de communes du Pays de Sommières Vice-président du Pays Vidourle-Camargue Vice-président du conseil général depuis 2004 Elu en 2015 dans le Canton de Calvisson |

Depuis 2012, le canton participe à l’élection du député de la deuxième circonscription du Gard.

### Résultats des élections

#### Élections cantonales de 2011
Premier tour :
- Josiane Davoust (PCF) : 529 voix, 6,2 %
- Béatrice Leccia (EELV) : 1 311 voix, 15,3 %
- Éline Enriquez-Bouzanquet (NC, investie par l’UMP) : 1 399 voix, 16,5 %
- Jean-Robert Prigent (FN) : 2 297 voix, 26,8 %
- Christian Valette (PS) : 3 026 voix, 35,3 %

Deuxième tour :
- Jean-Robert Prigent : 3 448 voix, 37.4 %
- Christian Valette : 5 761 voix, 62,6 %

#### Élections cantonales de 2004
Premier tour :
- Christian Valette (PS) : 4 406 voix, 39,1 %
- Alain Danilet (UMP) : 2 712 voix, 24,1 %
- Jean Miclot (FN) : 1 824 voix, 16,2 %
- Benoît Garrec (Les Verts) : 832 voix, 7,4 %
- Yvan Zaragoza (PCF) : 807 voix, 7,2 %
- Philippe Ratier (DVD) : 521 voix, 4,6 %
- Jeanine Servile (MNR) : 161 voix, 1,4 %

Deuxième tour :
- Christian Valette : 6 406 voix, 54,6 %
- Alain Danilet : 3 440 voix, 29,3 %
- Jean Miclot : 1 885 voix, 16,1 %

## Illustrations

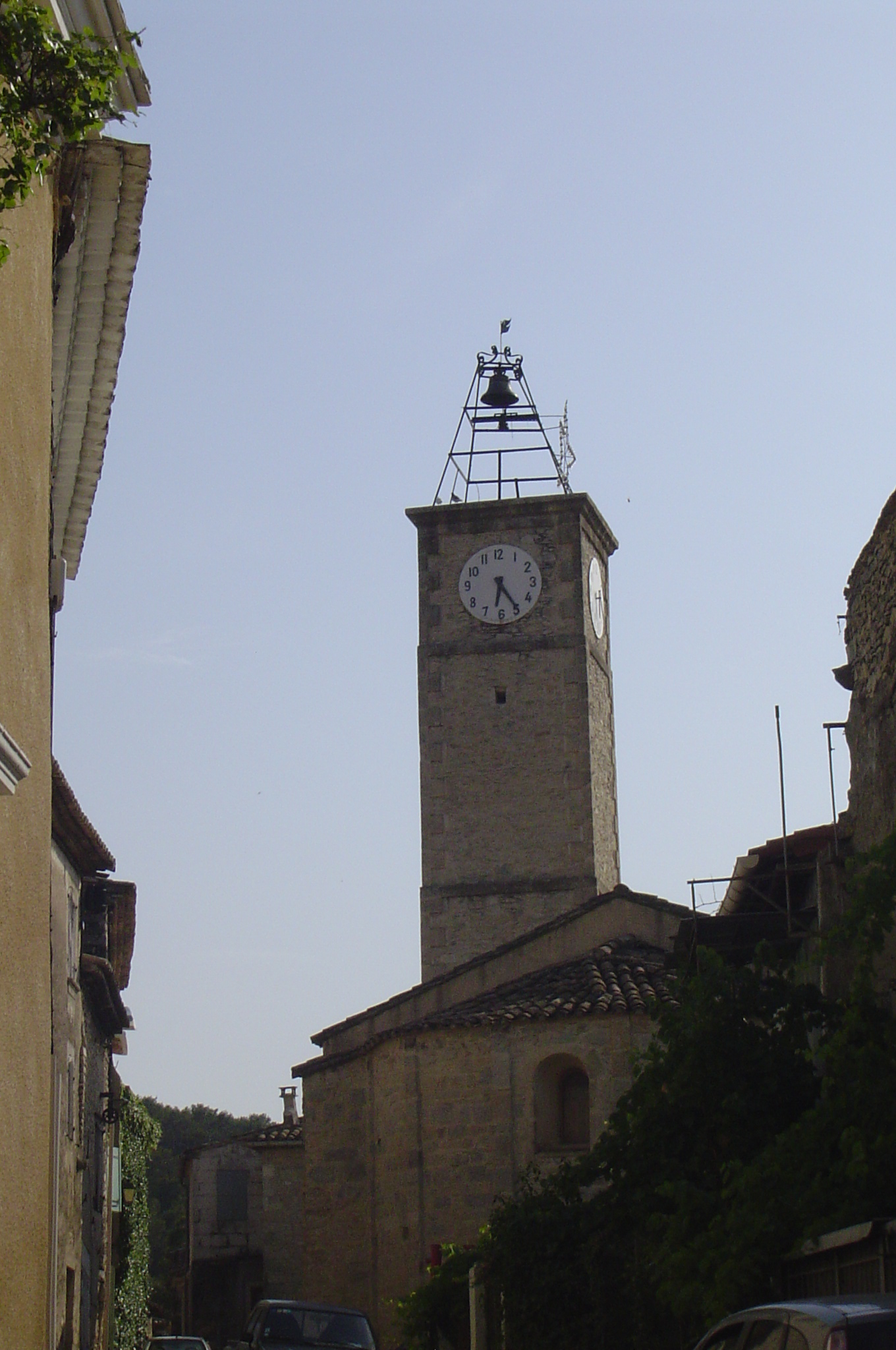
Le temple protestant de Langlade
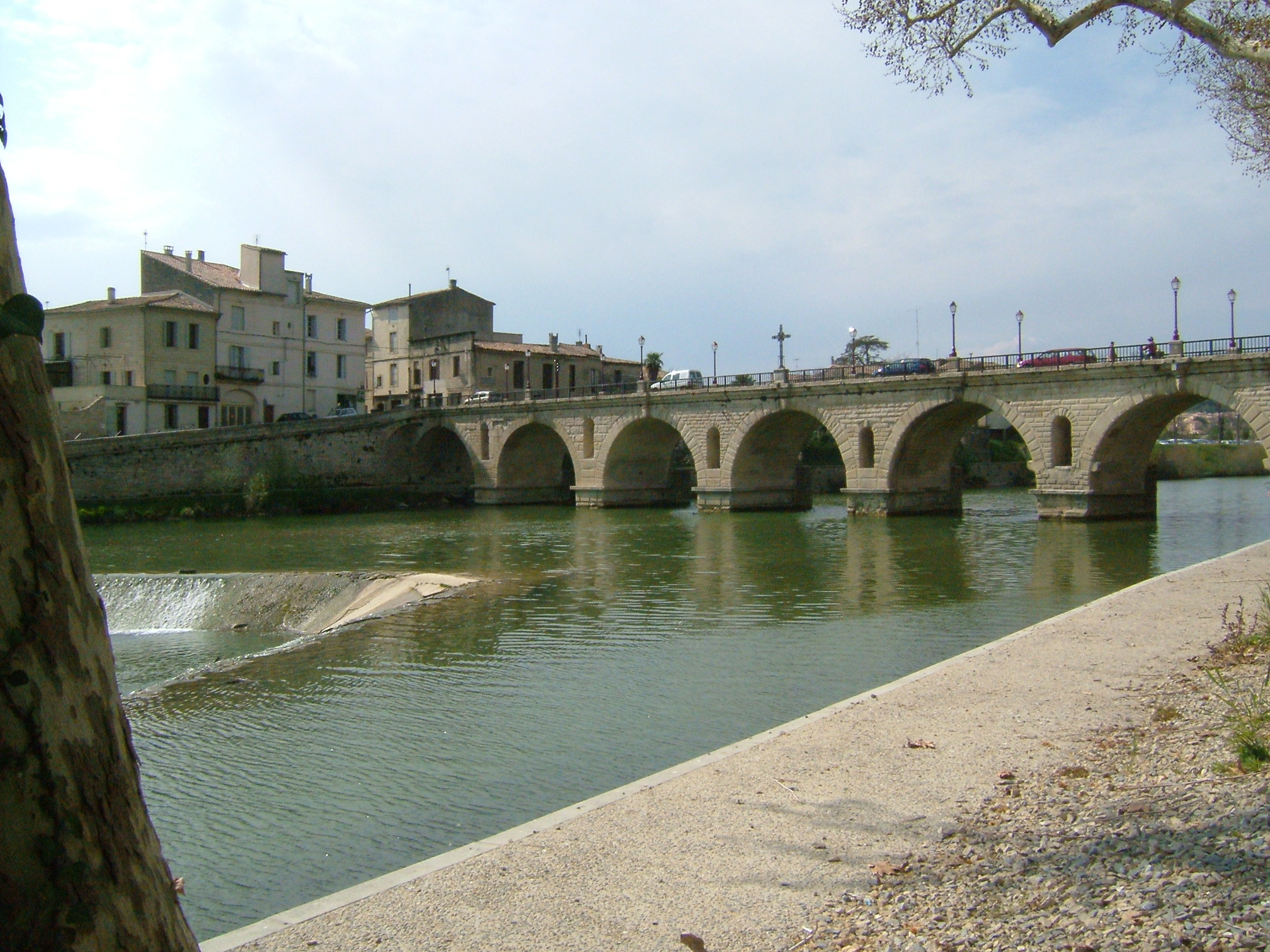
Le pont roman de Sommières

## Démographie
| 1962   | 1968   | 1975   | 1982   | 1990   | 1999   | 2006   | 2011   | 2012   |
| ------ | ------ | ------ | ------ | ------ | ------ | ------ | ------ | ------ |
| 11 255 | 11 674 | 12 202 | 14 860 | 18 141 | 21 708 | 25 825 | 28 495 | 28 962 |